# Tofskungsfiskare
Tofskungsfiskare (Megaceryle lugubris) är en asiatisk fågel i familjen kungsfiskare inom ordningen praktfåglar.

## Utseende och läte
Tofskungsfiskaren är en mycket stor (41 cm), tofsförsedd gråvit kungsfiskare. Ovansidan är kraftigt bandad i gråsvart och vitt med en spretig vitstreckad svart tofs och ett vitt halsband. Ansiktet är vitt med ett svart mustaschstreck övergående i en orange halsfläck på hanen, på honan svartfläckigt vit. Den är vit på undersidan, på flankerna bandat i grått. Stjärten är lång och även den bandad, i svart och vitt. Den mycket grova näbben är svart. Tofskungsfiskaren är en tystlåten fågel som avger enstaka "kik".

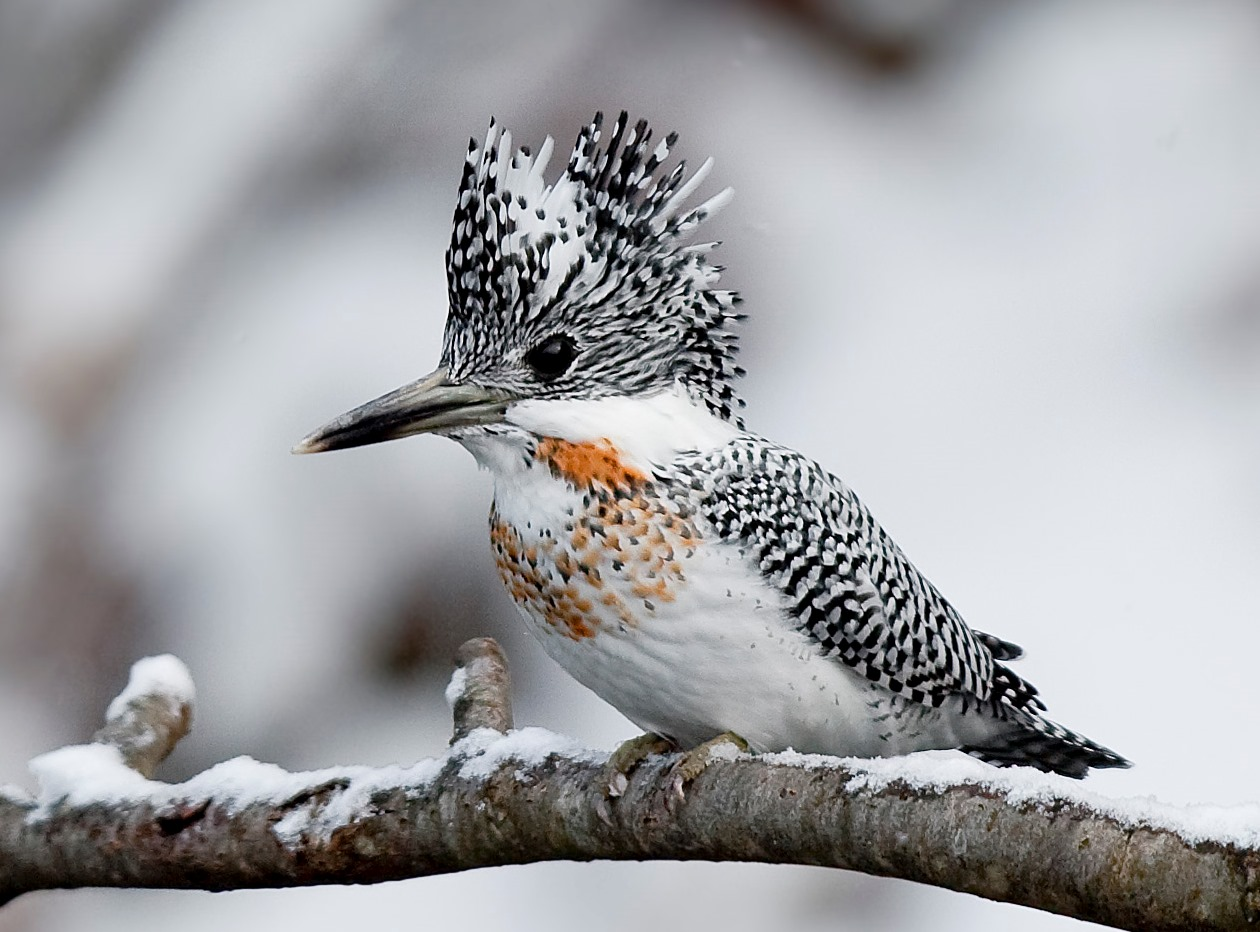
Hane.

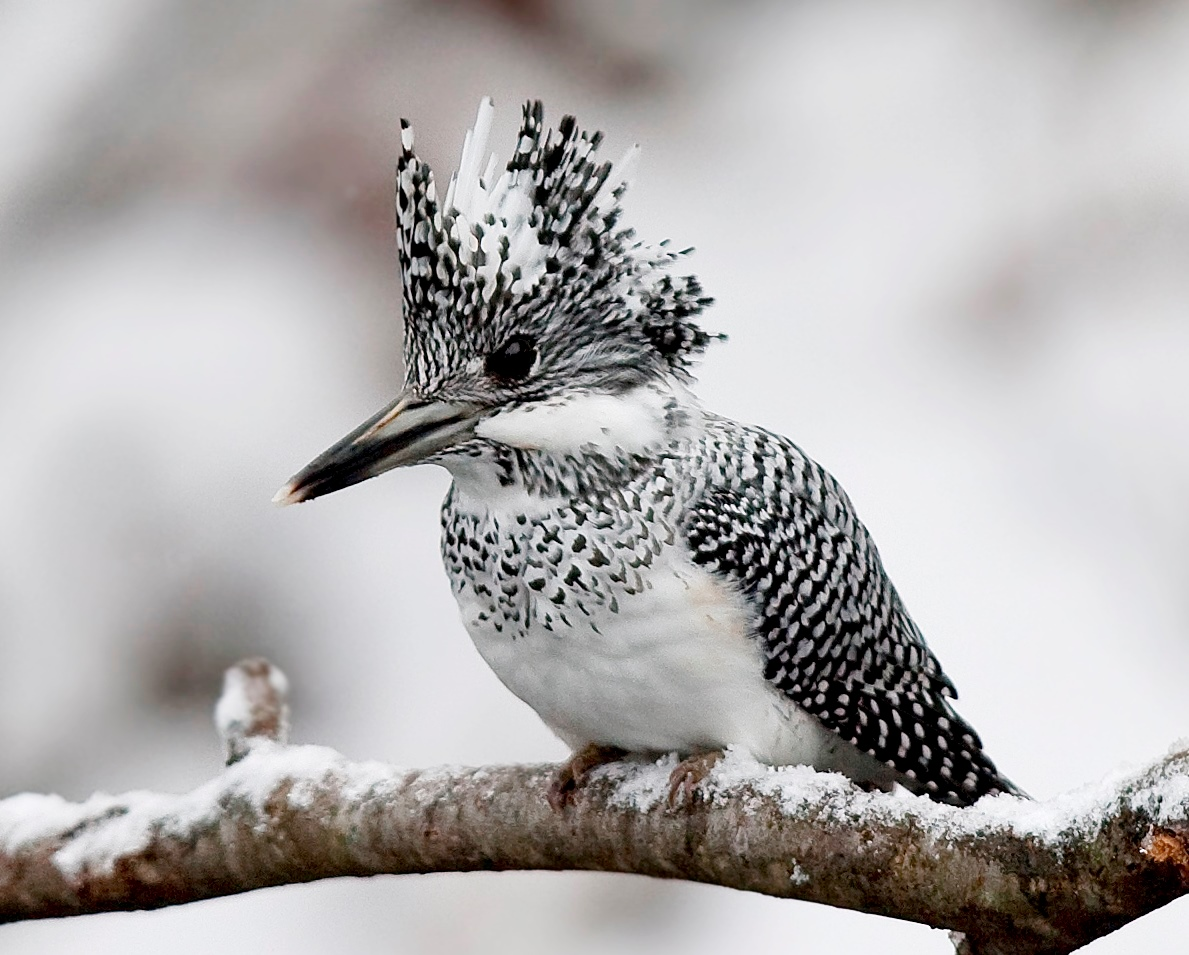
Hona.

## Utbredning och systematik
Tofskungsfiskare delas in i fyra underarter med följande utbredning:
- Megaceryle lugubris continentalis – förekommer från västra Himalaya (Kashmir till centrala Bhutan)
- Megaceryle lugubris guttulatus – förekommer från östra Himalaya till Kina, Myanmar och Thailand, Hainan
- Megaceryle lugubris pallidus – förekommer i södra Kurilerna och på Hokkaido
- Megaceryle lugubris lugubris – förekommer på Honshu, Shikoku och Kyushu

## Levnadssätt
Tofskungsfiskaren förekommer längs forsande vattendrag, där den ses sitta på överhängande grenar eller klippblock varifrån den dyker efter fisk och kräftdjur. Fågeln är mycket trogen sina favoritsittplatser. Häckning sker mellan mars och juni i Nepal, i april i Kina och mellan april och juli i Japan. I Japan och Himalaya är arten en höjdledsflyttare som rör sig till längre nivåer vintertid.

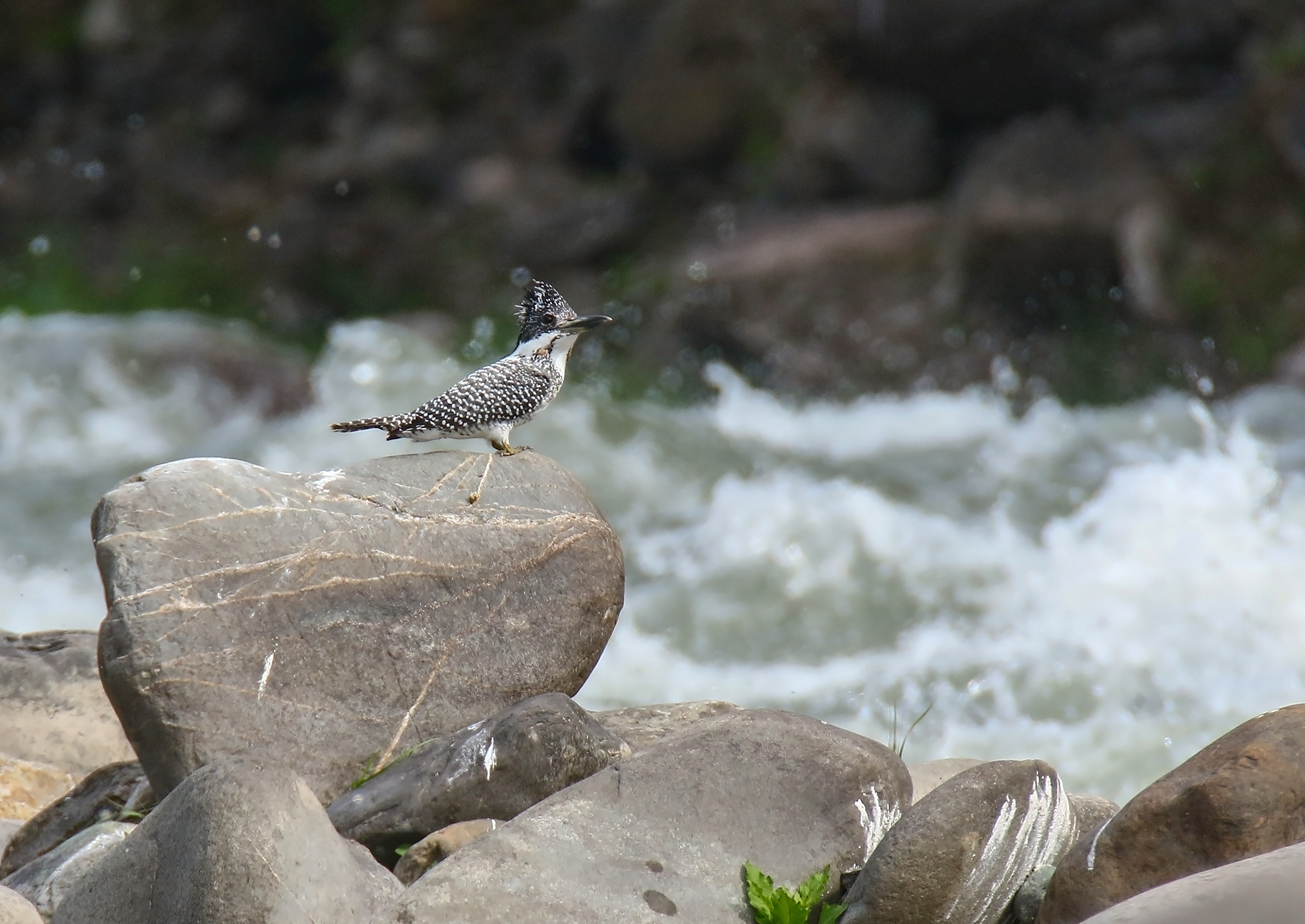

## Status och hot
Arten har ett stort utbredningsområde och en stor population, men tros minska i antal till följd av habitatförstörelse och störningar från människan. I Kashmir skjuts individer för att den fiskar öring. Den minskar dock inte tillräckligt kraftigt för att den ska betraktas som hotad. Internationella naturvårdsunionen IUCN kategoriserar därför arten som livskraftig (LC). Världspopulationen har inte uppskattats men den beskrivs som vida spridd och vanlig i många områden.

## Namn
Tofskungsfiskaren har tidigare kallats större gråfiskare men blev tilldelat nytt namn eftersom den inte är närmast släkt med gråfiskaren (Ceryle rudis).